# Пермети

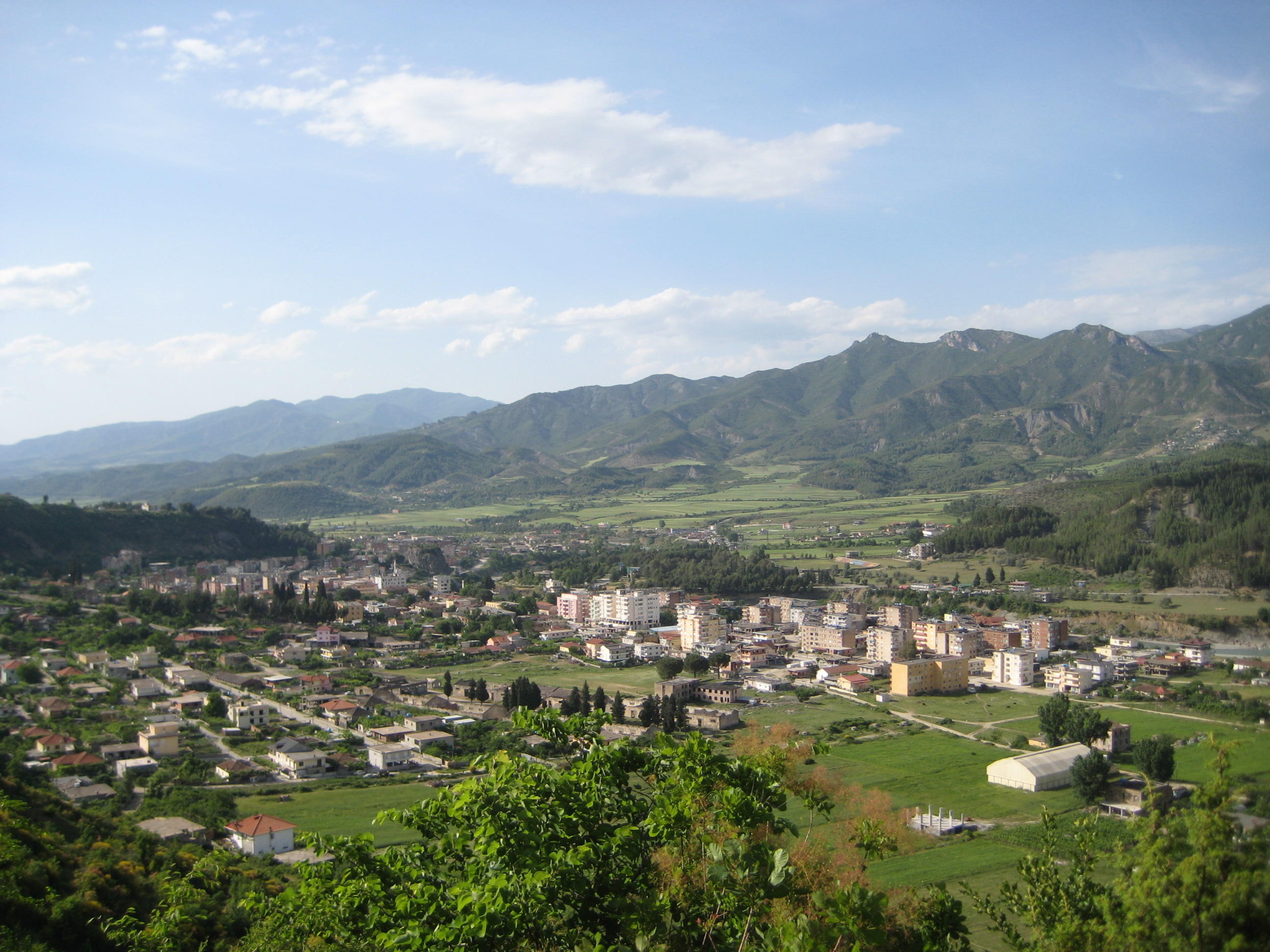
Вид г. Пермети

Пермети (алб. Përmeti, греч. Πρεμέτη, устар. Премети, Premeti, Premmeti) — город в Южной Албании. Административный центр округа Пермети в области Гирокастра. Население — 4 809 жителей (2023).
Окружен горами.
Город славится традиционной народной музыкой, кухней, а также производством различных сортов джема и компотов, известных, соответственно, как reçel и komposto, местных вин и ракии.
Пермети часто называют «городом роз» за его живописные виды и обилие цветов. Город известен и своей фольклорной музыкой.
В Пермети имеется футбольный клуб «SK Përmeti».

## Персоналии
- Пермети, Турхан-паша (1839—1937) — албанский и османский политический и государственный деятель, премьер-министр (дважды), дипломат.
- Паскали, Одисе (1903—1985) — выдающийся албанский скульптор.
- Стефани, Симон (1929—2000) — албанский коммунистический политик, министр внутренних дел в 1989—1990.

## Галерея

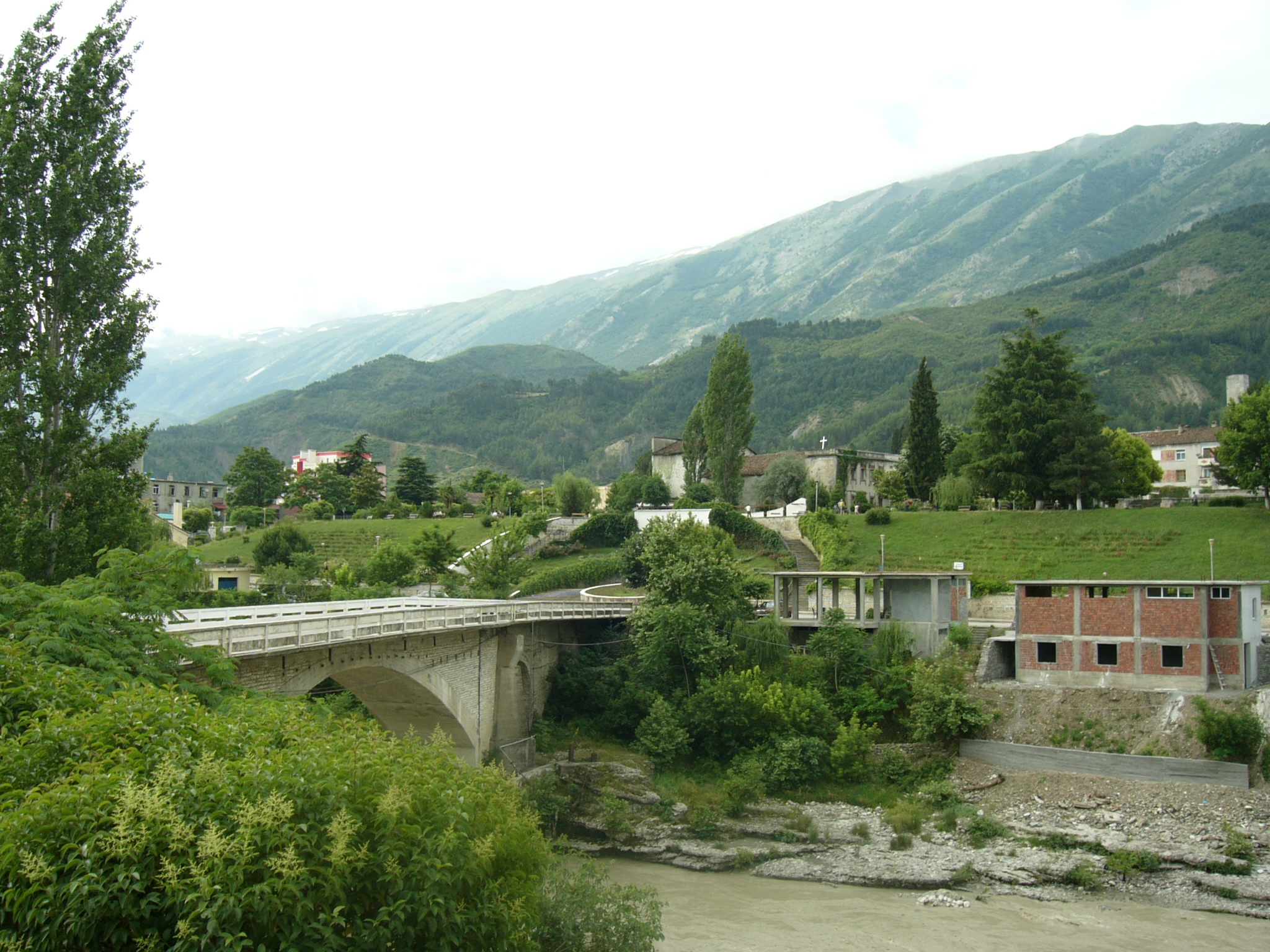
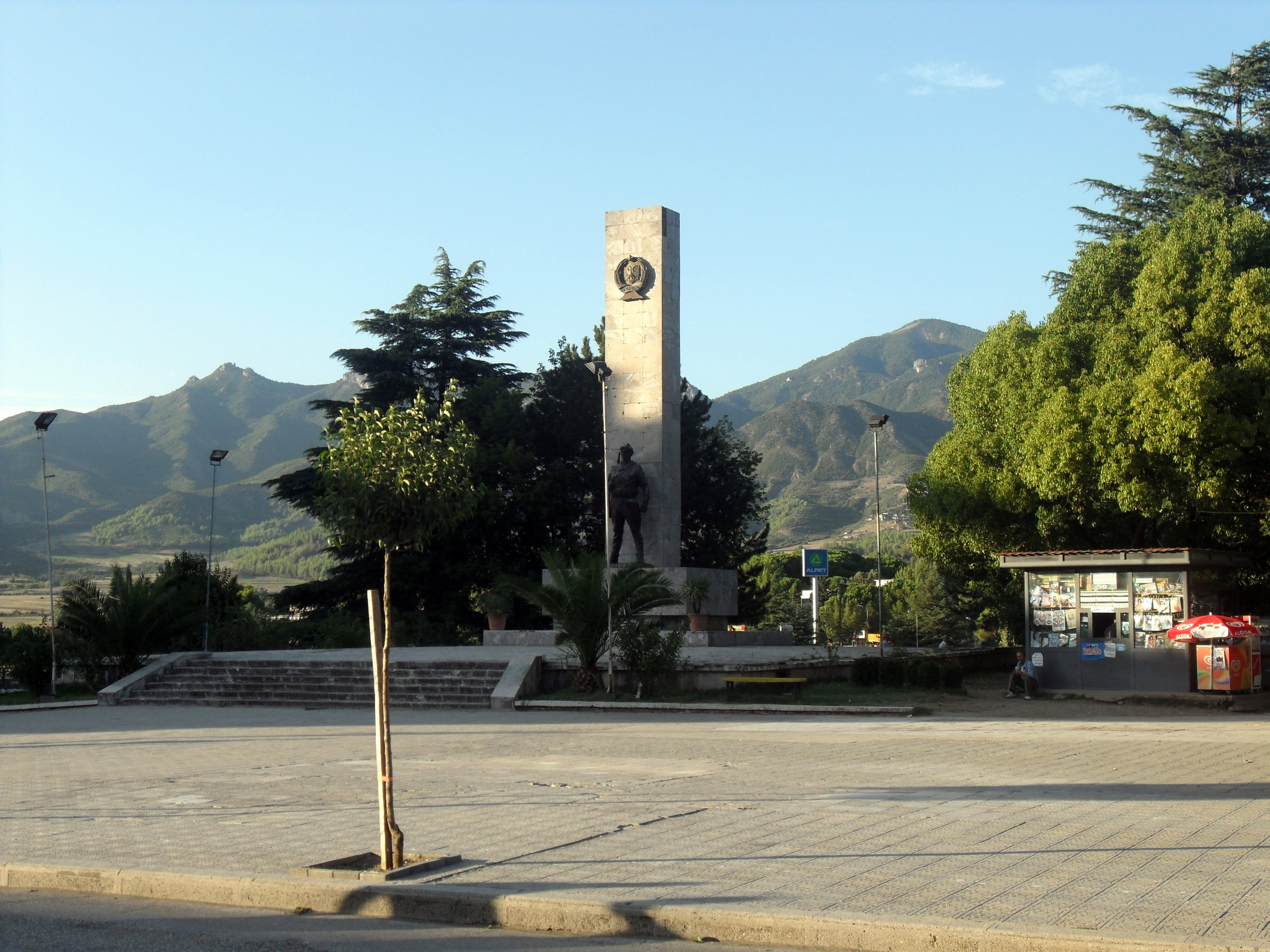
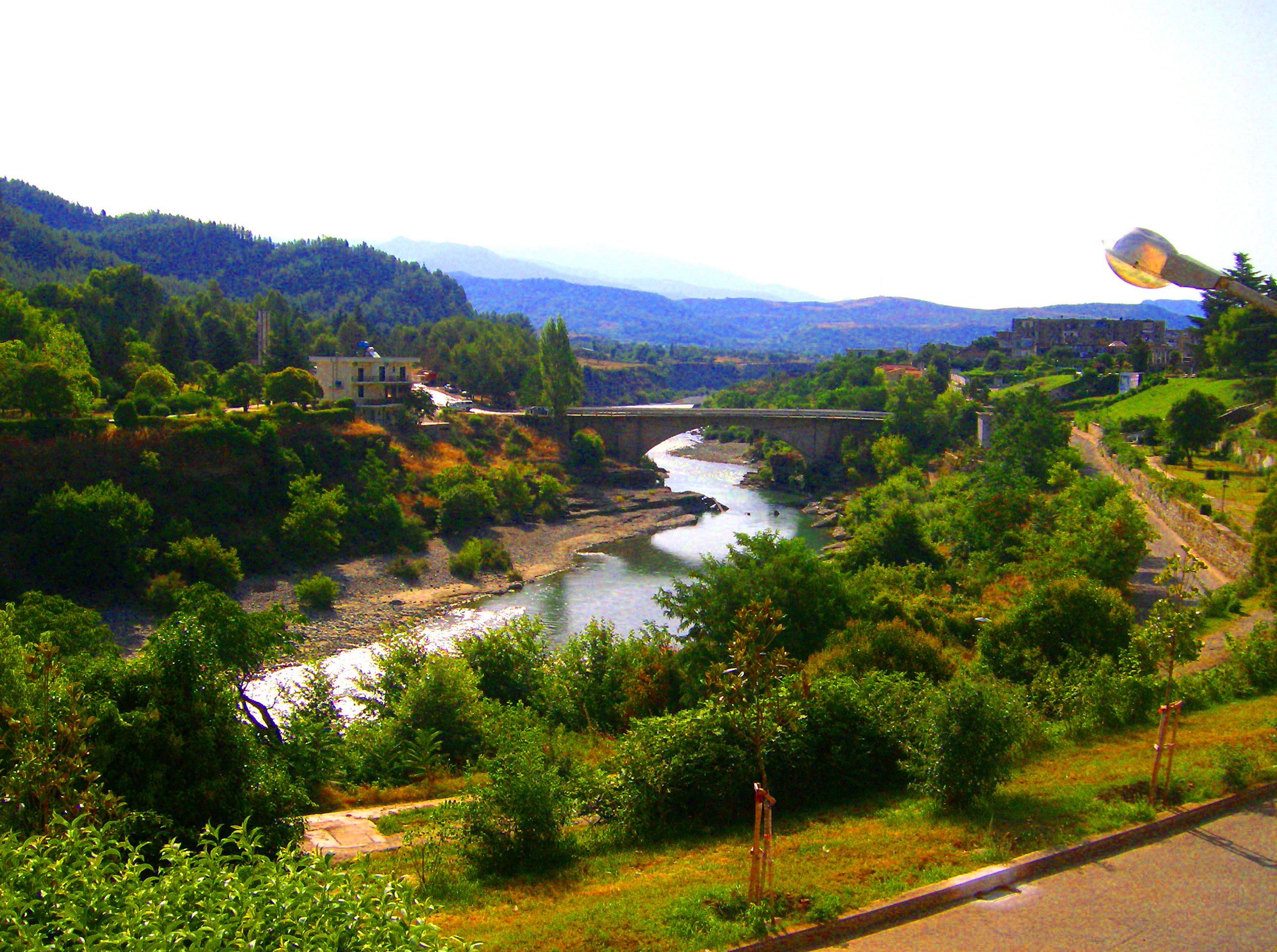
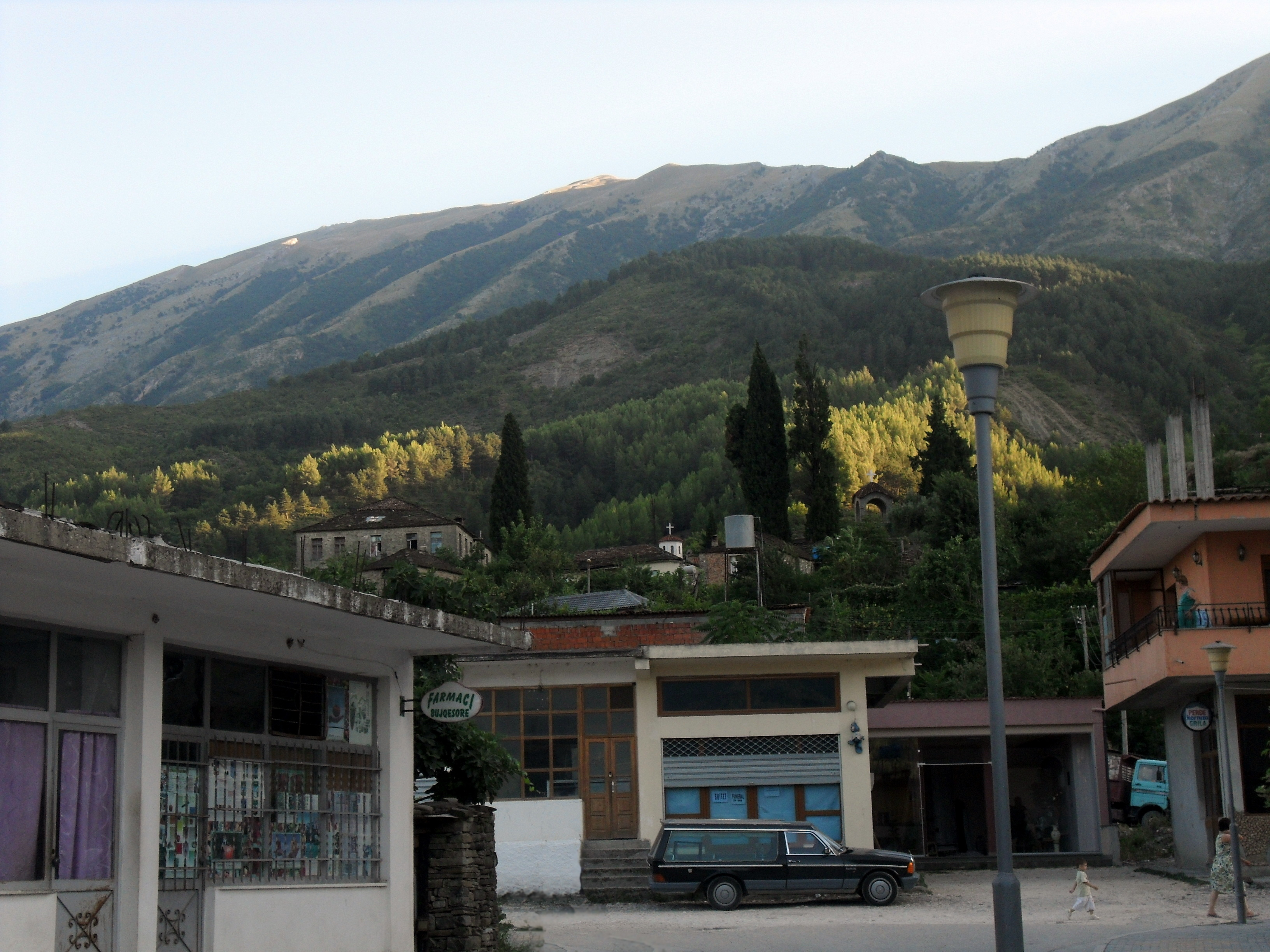